# Салинский договор
Са́линский догово́р (или Залинвердерский договор) от 12 октября 1398 года — мирный договор между Великим княжеством Литовским и Тевтонским орденом, по которому к последнему перешла Жемайтия. Также договор предусматривал союз против Псковской и Новгородской земель и их раздел между Орденом и Литвой. Договор заключили на острове Салине (в месте впадения Невежиса в Неман) с литовской стороны — великий князь Витовт, с тевтонской — гроссмейстер Конрад фон Юнгинген.

## Предпосылки
Власть Витовта в восточных православных областях Литвы была не достаточно прочной,великий князь опасался личных амбиций своего двоюродного брата — Свидригайлы, который имел значительное влияние в православных землях княжества. Свидригайло время от времени был не прочь получить поддержку Ордена в борьбе с Витовтом. Кроме того, к Ордену за поддержкой в борьбе за власть в Литве обращался и Ягайло, верховную власть которого Витовт признавал лишь формально. Кроме того договор с Орденом был необходим ввиду сложных отношений с Ордой, представлявшей угрозу южным рубежам государства.
Для того,чтобы обезопасить Великое княжество Литовское от враждебных действий Ордена, Витовт сам пошёл на сближение и уступил тевтонцам Жемайтию в обмен на заверения немцев, что его конкурентов Орден поддерживать не будет, по крайней мере в ближайшее время. При этом, хотя Витовт и отдал ордену Жемайтию (Самогитию), фактический контроль над ней (за исключением уже подчинённой Мемельской области) Ордену установить не удалось.

## Договор
Текст договора был уточнен 23 апреля 1398 года в Гродно. Обмен договорными грамотами между великим князем литовским Витовтом и великим магистром ордена Конрадом фон Юнгингеном произошел 12 октября 1398 года на острове Салин на реке Неман, возле устья р. Невяжа.
Согласно Салинского договора предусматривалась помощь ВКЛ ордену для завоевания Пскова и орденская поддержка ВКЛ для овладения Великим Новгородом и похода против Золотой Орды.
Витовт обещал уступить ордену Жемайтию до Невежиса и половину Судовы (Дайновы). В свою очередь Орден обязался не поддерживать претензий князя Свидригайлы на трон ВКЛ.
Неофициально Витовт заручился согласием ордена на осуществление своих планов по достижению полной независимости от Польши.
На празднестве в честь подписания Салинского договора Витовт был единодушно объявлен феодалами  ВКЛ «королём Литвы и Руси».

## Последствия
Салинский договор вызвал настороженность со стороны польского короля Владислава II (Ягайло). Планы по захвату Новгорода и Пскова привели к ухудшению отношений ВКЛ с данными республиками, а также с Московским и Тверским великими княжествами. Реальной поддержки от крестоносцев Витовт так и не получил — в следующем, 1399 году в битве с татарами при Ворскле от тевтонцев участвовал только отряд. С точки зрения современных историков, князь хорошо просчитал условия договора, который имел важный тактический характер для Литвы. Договор дал Витовту время и ресурсы на борьбу с татарами на юго-восточных рубежах княжества, и вместе с тем уже в 1411 году Жемайтия вернулась в состав Литвы. На русском направлении участники Салинского договора несколько лет не принимали попыток его реализации, поскольку опасались усиления друг друга, а также были заняты другими задачами. Условия Салинского договора были уточнены Рацёнжским договором 1404 года, к которому присоединилась и Польша. Совместное выступление Литвы и Ордена на Псков началось в 1406 году. Витовт занял и разрушил Коложе, а Орден вступил в псковско-ливонскую войну 1406—1409 годов. Следствием Салинского договора стала и литовско-московская война 1406—1408 годов, поскольку Москва поддержала Псков.